# Chuma Anene
Chuma Anene (Holmlia, 14 maggio 1993) è un ex calciatore norvegese, di ruolo attaccante.

## Carriera

### Club
Anene ha cominciato la carriera professionistica con la maglia del Vålerenga, per cui ha esordito nell'Eliteserien il 20 agosto 2011, quando ha sostituito Mohammed Fellah nel successo per 0-2 sul campo del Sarpsborg 08. Il 27 novembre ha segnato la prima rete nella massima divisione norvegese, nel successo per 2-0 sullo Stabæk.
Il 19 giugno 2012, è passato in prestito all'Ullensaker/Kisa, fino al termine del mese di luglio successivo. I calciatori delle formazioni Under-19, infatti, potevano essere ceduti per brevi prestiti anche all'infuori delle finestre di mercato. L'8 agosto 2013, è passato allo Stabæk, con la formula del prestito fino al termine della stagione. Ha scelto la maglia numero 9. Ha esordito l'11 agosto, schierato titolare nella vittoria per 2-3 sullo Strømmen: nello stesso incontro, ha realizzato la prima rete in squadra. Ha contribuito alla promozione dello Stabæk, che ha chiuso la stagione al 2º posto finale. Il 6 gennaio 2014, lo Stabæk ha manifestato l'intenzione di non riscattare il giocatore.
Il 12 febbraio 2014 è tornato ufficialmente all'Ullensaker/Kisa, a cui si è legato con un contratto annuale. Il 26 giugno successivo, ha rescisso consensualmente l'accordo che lo legava al club. Ha firmato quindi con i macedoni del Rabotnički. Ha esordito in squadra il 15 luglio 2014, schierato titolare nel pareggio casalingo a reti inviolate contro l'HJK, in una sfida valida per il secondo turno di qualificazione alle Champions League 2014-2015. Il 4 agosto successivo ha disputato il primo incontro nella massima divisione locale, nella sconfitta interna per 0-3 contro il Metalurg Skopje. Il 1º novembre ha segnato la prima rete, nella vittoria per 1-0 sul Pelister.
Il 31 agosto 2015 è stato ufficialmente ingaggiato dai russi dell'Amkar Perm': ha scelto di vestire la maglia numero 11. Ha esordito in squadra in data 20 settembre, schierato titolare nel pareggio per 1-1 sul campo dello Zenit San Pietroburgo: è stato autore della rete in favore della sua squadra. Rimasto in squadra fino al marzo 2017, ha totalizzato 28 presenze e 2 reti, tra campionato e coppa.
Il 13 marzo 2017, i kazaki del Qaýrat hanno reso noto l'ingaggio di Anene, che si è legato al nuovo club con un contratto biennale, con opzione per un'ulteriore stagione.
Il 4 settembre 2018 è stato tesserato dai danesi del Fredericia, a cui si è legato fino al 31 dicembre successivo. Il 7 settembre, il Midtjylland ha ufficializzato l'ingaggio di Anene a partire dal 1º gennaio 2019. Il Midtjylland ha inizialmente lasciato il giocatore in prestito al Fredericia, ma quest'ultima squadra ha interrotto l'accordo in essere in data 29 marzo 2019.
Lo stesso giorno, il Midtjylland ha comunicato la cessione di Anene in prestito al Jerv.
Il 20 agosto 2019 è passato al Crewe Alexandra con la medesima formula: il giocatore ha scelto la maglia numero 17.
Il 31 agosto 2021 ha fatto ritorno in Norvegia, firmando un contratto valido fino al termine della stagione con il Sandefjord.
Il 17 gennaio 2022 è approdato ai ciprioti dell'Omonia Aradippou.

### Nazionale
Anene ha rappresentato la Norvegia a livello Under-16, Under-17, Under-19, Under-20 e Under-21. Ha esordito nella Nazionale Under-21 in data 6 febbraio 2013, subentrando a Henrik Kjelsrud Johansen nella sconfitta per 2-0 in amichevole contro la Turchia.

## Statistiche

### Presenze e reti nei club
Statistiche aggiornate al 31 agosto 2021.
| Stagione               | Club                   | Campionato             | Campionato | Campionato | Coppe nazionali | Coppe nazionali | Coppe nazionali | Coppe continentali | Coppe continentali | Coppe continentali | Supercoppe | Supercoppe | Supercoppe | Totale | Totale |
| Stagione               | Club                   | Comp                   | Pres       | Reti       | Comp            | Pres            | Reti            | Comp               | Pres               | Reti               | Comp       | Pres       | Reti       | Pres   | Reti   |
| ---------------------- | ---------------------- | ---------------------- | ---------- | ---------- | --------------- | --------------- | --------------- | ------------------ | ------------------ | ------------------ | ---------- | ---------- | ---------- | ------ | ------ |
| 2011                   | Vålerenga              | ES                     | 6          | 1          | CN              | 0               | 0               | UEL                | 0                  | 0                  | -          | -          | -          | 6      | 1      |
| gen.-giu. 2012         | Vålerenga              | ES                     | 2          | 0          | CN              | 2               | 1               | -                  | -                  | -                  | -          | -          | -          | 4      | 1      |
| giu.-lug. 2012         | Ullensaker/Kisa        | 1D                     | 5          | 0          | CN              | 1               | 0               | -                  | -                  | -                  | -          | -          | -          | 6      | 0      |
| ago.-dic. 2012         | Vålerenga              | ES                     | 12         | 2          | CN              | -               | -               | -                  | -                  | -                  | -          | -          | -          | 12     | 2      |
| gen.-ago. 2013         | Vålerenga              | ES                     | 4          | 0          | CN              | 1               | 0               | -                  | -                  | -                  | -          | -          | -          | 5      | 0      |
| Totale Vålerenga       | Totale Vålerenga       | Totale Vålerenga       | 24         | 3          |                 | 3               | 1               |                    | 0                  | 0                  |            | -          | -          | 27     | 4      |
| ago.-dic. 2013         | Stabæk                 | 1D                     | 12         | 4          | CN              | -               | -               | -                  | -                  | -                  | -          | -          | -          | 12     | 4      |
| feb.-giu. 2014         | Ullensaker/Kisa        | 1D                     | 14         | 2          | CN              | 3               | 3               | -                  | -                  | -                  | -          | -          | -          | 17     | 5      |
| Totale Ullensaker/Kisa | Totale Ullensaker/Kisa | Totale Ullensaker/Kisa | 19         | 2          |                 | 4               | 3               |                    | -                  | -                  |            | -          | -          | 23     | 5      |
| 2014-2015              | Rabotnički             | PL                     | 27         | 7          | CM              | 5               | 0               | UCL                | 2                  | 0                  | SM         | 0          | 0          | 34     | 7      |
| lug.-ago. 2015         | Rabotnički             | PL                     | 2          | 2          | CM              | -               | -               | UEL                | 8                  | 1                  | SM         | -          | -          | 10     | 3      |
| Totale Rabotnički      | Totale Rabotnički      | Totale Rabotnički      | 29         | 9          |                 | 5               | 0               |                    | 10                 | 1                  |            | 0          | 0          | 44     | 10     |
| ago. 2015-2016         | Amkar Perm'            | PL                     | 14         | 1          | CR              | 2               | 0               | -                  | -                  | -                  | -          | -          | -          | 16     | 1      |
| 2016-mar. 2017         | Amkar Perm'            | PL                     | 10         | 1          | CR              | 2               | 0               | -                  | -                  | -                  | -          | -          | -          | 12     | 1      |
| Totale Amkar Perm'     | Totale Amkar Perm'     | Totale Amkar Perm'     | 24         | 2          |                 | 4               | 0               |                    | -                  | -                  |            | -          | -          | 28     | 2      |
| mar.-dic. 2017         | Qaýrat                 | PL                     | 20         | 4          | CK              | 4               | 0               | UEL                | 4                  | 0                  | SK         | -          | -          | 28     | 4      |
| gen.-mag. 2018         | Qaýrat                 | PL                     | 9          | 4          | CK              | 0               | 0               | UEL                | -                  | -                  | -          | -          | -          | 9      | 4      |
| Totale Qaýrat          | Totale Qaýrat          | Totale Qaýrat          | 29         | 8          |                 | 4               | 0               |                    | 4                  | 0                  |            | -          | -          | 37     | 8      |
| set. 2018-mar. 2019    | Fredericia             | 1D                     | 9          | 0          | CD              | 2               | 0               | -                  | -                  | -                  | -          | -          | -          | 11     | 0      |
| mar.-ago. 2019         | Jerv                   | 1D                     | 15         | 5          | CN              | 1               | 0               | -                  | -                  | -                  | -          | -          | -          | 16     | 5      |
| ago. 2019-2020         | Crewe Alexandra        | FL2                    | 28         | 7          | FACup+CdL+FLT   | 2+1+3           | 2+0+0           | -                  | -                  | -                  | -          | -          | -          | 34     | 9      |
| 2020-2021              | Midtjylland            | SL                     | 0          | 0          | CD              | 0               | 0               | -                  | -                  | -                  | -          | -          | -          | 0      | 0      |
| ago.-dic. 2021         | Sandefjord             | ES                     | 1          | 0          | CN              | -               | -               | -                  | -                  | -                  | -          | -          | -          | 1      | 0      |
| gen.-giu. 2022         | Omonia Aradippou       | B                      | 0          | 0          | CC              | -               | -               | -                  | -                  | -                  | -          | -          | -          | 0      | 0      |
| Totale                 | Totale                 | Totale                 | 190        | 41         |                 | 29              | 6               |                    | 14                 | 1                  |            | 0          | 0          | 233    | 48     |

## Palmarès

### Competizioni nazionali
- Coppa di Macedonia: 1

Rabotnički: 2014-2015